# ʿAthtar
ʿAthtar (moabitisch ʿštr; ugaritisch und altsüdarabisch ʿṯtr, hadramitisch auch ʿṯtr-m oder ʿs3tr-m; frühnordarabisch ʿṯtr, ʿtr, kurz ʿ(t); auch Attar) war ein westsemitischer Gott. Sein Name entspricht dem der Göttin Astarte bzw. Ištar, dementsprechend stellt er wohl die Vergötterung des Planeten Venus dar.

## Syrien-Palästina
In den mythologischen Texten aus Ugarit tritt ʿAthtar in einer ähnlichen Funktion wie Baal auf und war wie dieser eine Fruchtbarkeitsgottheit, jedoch anders als in Südarabien und Mesopotamien kein astraler Gott. Entgegen der Bedeutung im Mythos scheint ʿAthtar im Kult kaum oder nicht verehrt worden zu sein.
ʿAthtar, Sohn der Athirat, der Königin der See (rbt.t:mt.ym), und Bruder der jungen Prinzen Šaḥar (Šhr) und Šalim (Šlm), Söhne des El, ist der ugaritische Gott des Morgens oder des Morgensterns (Venus). Er wird ausgewählt, den Thron des toten Baal auf dem Götterberg Sapon (bs.rrt.s.pn) zu besteigen. Aber seine Füße erreichen nicht die Fußstütze und sein Kopf nicht die Lehne. Er gibt daher den Versuch, den Himmel zu regieren, auf und kehrt auf die Erde zurück (KTU 1.6, 1). Auch sein Versuch, den Meeresgott Jam abzusetzen, scheitert.
In Moab ist Athtar in der Verbindung Aštar-Kemosch nachgewiesen.

## Nord- und Zentralarabien
In Thamūd wird ʿAthtar hauptsächlich als Personenname erwähnt, über seine Funktion und Verehrung ist dagegen nichts bekannt. Neuassyrische Quellen legen jedoch nahe, dass ʿAthtar in Nordarabien unter dem Namen Atar-samain „ʿAthtar des Himmels“ eine sehr hohe Verehrung genoss.

## Südarabien
ʿAthtar scheint der wichtigste Gott des altsüdarabischen Pantheons gewesen zu sein, dementsprechend erscheint er stets zu Beginn von Anrufungsformeln, die an mehrere Götter gerichtet sind. ʿAthtar war einerseits der Gott des von Natur aus fruchtbaren Landes, andererseits aber auch ein kämpferischer Gott, der den Feinden den Tod brachte, sowie ein Gewittergott. Besonders in letzterer Funktion trat er als „ʿAthtar des Ostens“ (ʿAtṯtar Sharīqān) auf, interpretiert als Venus, der Morgenstern. Neben dieser Erscheinungsform sind besonders aus Ma'in noch weitere Formen überliefert, darunter ʿAthtar dhu-Qabdum, die offizielle Form des minäischen ʿAthtar. Wichtige Heiligtümer befanden sich am Dschabal al-Laudh bei Chartum as-Sud im östlichen Dschauf, vermutlich in Naschq sowie vor den Toren von Qarnawu und Naschān. Sein Symboltier war die Gazelle.
ʿAthtar offenbar unmittelbar nachgestellt war der Schutzgott Haubas.
siehe hierzu den Artikelabschnitt: Architekturgeschichte Südarabien